# Machimus elegans
Machimus elegans là một loài ruồi trong họ Asilidae. Machimus elegans được Loew miêu tả năm 1849. Loài này phân bố ở vùng Cổ Bắc giới.